# Astragalus lentiformis
Astragalus lentiformis är en ärtväxtart som beskrevs av Asa Gray. Astragalus lentiformis ingår i släktet vedlar, och familjen ärtväxter. Inga underarter finns listade i Catalogue of Life.

## Bildgalleri

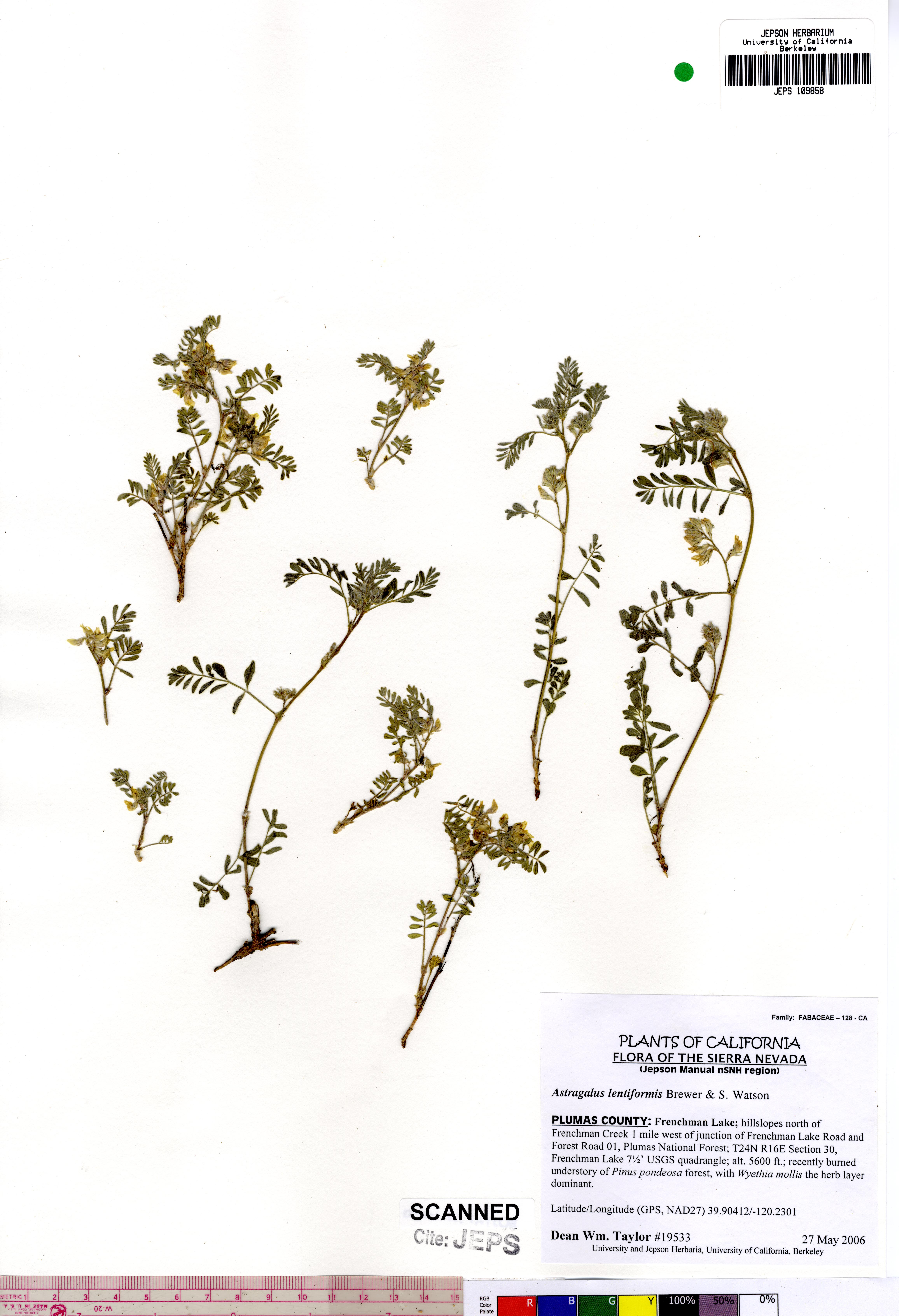